# Orbia
Die Orbia Advance Corporation, S.A.B. de C.V. (bis 2019 Mexichem) ist ein mexikanisches Chemieunternehmen mit Sitz in Tlalnepantla. 
Mit einem Anteil von 55,55 % der Anteile (gehalten über Kaluz) (Stand: Januar 2025) ist die Familie del Valle Mehrheitseigentümer.
Mit den Marken Amanco, Wavin und Dura-Line ist das Unternehmen weltgrößter Produzent von Kunststoffrohren und Flussspat.
Mexichem besitzt drei Geschäftsbereiche: Chloralkali-Elektrolyse, PVC-Produkte und Fluorchemikalien.

## Geschichte
Die heutige Mexichem ist durch den Zusammenschluss der beiden Unternehmen Química Pennwalt und Polímeros de México im Jahre 1998 entstanden.
Bedeutendsten Übernahmen der vergangenen Jahre waren im Jahre 2010 mit der Übernahme der INEOS Fluor, dem größten Fluorit- und zweitgrößten Flusssäure-Produzenten, sowie im Jahre 2012 die Übernahme der niederländischen Wavin, dem europäischen Marktführer für Kunststoffrohrsysteme. Deutschlandsitz der Wavin ist im emsländischen Twist. 2014 wurden die deutsche Vestolit und der amerikanische HDPE-Extrudierer Dura-Line übernommen.
Bis 2017 errichtete ein Gemeinschaftsunternehmen von OxyChem und Mexichem für 1,5 Mrd. $ einen Ethylen-Cracker im texanischen Ingleside. 2017 erwarb Mexichem die Mehrheit am israelischen Bewässerungssystemhersteller Netafim.
Im Jahre 2019 wurde Mexichem in Orbia Advance Corporation umbenannt.